# Cryptoblepharus pulcher
Cryptoblepharus pulcher (елегантний змієокий сцинк) — вид сцинкоподібних ящірок родини сцинкових (Scincidae). Ендемік Австралії.

## Підвиди
Виділяють два підвиди:
- Cryptoblepharus pulcher clarus (Storr, 1961);
- Cryptoblepharus pulcher pulcher (Sternfeld, 1918).

## Поширення і екологія
Елегантні змієокі сцинки мешкають на сході Австралії (на схід від Великого Вододільного хребта), а також на півдні Австралії, на узбережжі Великої Австралійської затоки. Вони живуть в лісах, чагарникових заростях, маллі. в евкаліптових і акацієвих заростях. Ведуть деревний спосіб життя, трапляються в тріщинах кори, а також на будівлях. Зустрічаються на висоті до 930 м над рівнем моря.